# Contea di Teng
La contea di Teng (藤县S, Téng XiànP) è una contea della Cina, situata nella regione autonoma di Guangxi e amministrata dalla prefettura di Wuzhou.